# Козачик, Матуш
Ма́туш Ко́зачик (словац. Matúš Kozáčik; род. 27 декабря 1983 года в Дольни-Кубине) — словацкий футболист, вратарь; тренер. Выступал за сборную Словакии.

## Карьера
Начал играть в футбол в десятилетнем возрасте в детском составе клуба «Дольни-Кубин». Потом перешёл в молодёжный клуб «Кошице», где отыграл пять лет. В девятнадцать лет перешёл в пражскую «Славию» дублёром Радека Черны. После его ухода в 2005 году стал основным голкипером клуба. Летом 2007 года оказался в «Спарте», где создал вратарский дуэт с Томашем Поштулкой. Отыграв в «Спарте» три года, перешёл в кипрский «Анортосис».

### «Виктория» Пльзень
Перед началом сезона 2012/13 подписал с «Викторией» трёхлетний контракт.

## Достижения
Командные
 Славия Прага
- Чемпион Чехии: 2009/10
- Обладатель Кубка Чехии: 2007/08

 Виктория Пльзень
- Чемпион Чехии (4): 2012/13, 2014/15, 2015/16, 2017/18
- Обладатель Суперкубка Чехии: 2015